# ۱۰۴ (پیش از میلاد)
۱۰۴ (پیش از میلاد) ۱۰۴مین سال قبل از تقویم میلادی است.